# Charles Czarnowsky
Charles Czarnowsky (1879-1960) est un architecte français.

## Biographie
Fils d'un sous-officier, Charles Czarnowsky naît le 28 décembre 1879 à Strasbourg.
Élève de l'École polytechnique de Karslruhe, il est d'abord architecte de Metz et Thionville (1907), puis architecte des monuments historiques du Bas-Rhin et du Haut-Rhin (1919). Dans ces fonctions, il restaure de multiples églises et châteaux forts. Dans les années 1930 et 1940, il prend des mesures de sauvegarde, notamment de la cathédrale de Strasbourg.
Il mène aussi plusieurs recherches archéologiques (Donon de 1934 à 1938). Il publie des articles d'histoire locale dans les Archives de l'Église d'Alsace et propose de nombreuses conférences.
Il prend sa retraite en 1948. Il meurt le 2 septembre 1960.